# 广东南粤银行
广东南粤银行（Guangdong Nanyue Bank），前身为湛江市商业银行，创立于1998年1月，2012年3月23日改为现名，注册资本54.1亿元人民币，早期民营资本占80%以上，是广东五大城市商业银行之一，总部机构分布于广东省湛江市和广州市珠江新城两地，在广东省的湛江、广州、深圳、佛山、东莞、惠州、肇庆、江门、中山、揭阳、云浮、珠海、重庆、长沙分布有120余个营业网点，同时南粤银行在中山下设古镇南粤村镇银行，在2022年年初，引入粤财控股作为主要股东，使得国有股份超过60%。

## 股东
- 山东晨鸣纸业集团旗下湛江晨鸣浆纸有限公司 - 16.62%（第一大股东）[3]
- 新光控股集团有限公司 - 16.5%
- 深圳市金立通信设备有限公司 - 8.88%
- 广东省大华糖业有限公司 - 7.05%
- 香江集团有限公司 - 6.95%

## 分支机构

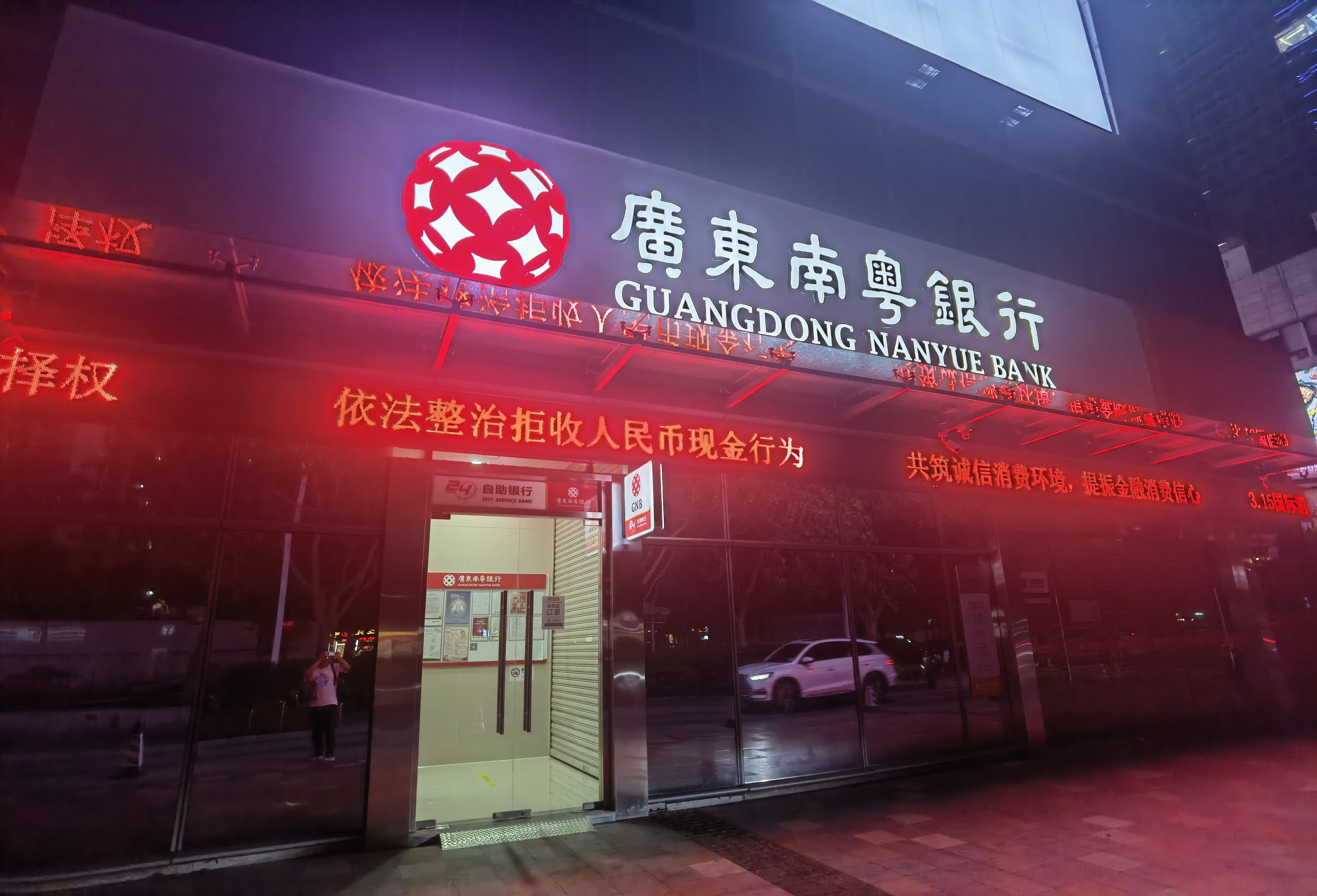
深圳分行

- 总部：湛江市经济技术开发区乐山大道60号、广州市天河区临江大道5号保利中心
- 湛江赤坎管辖支行：湛江市赤坎区海棠路16号
- 湛江霞山管辖支行：湛江市霞山区海滨大道52号和平大厦
- 湛江开发区管辖支行：湛江市人民大道中34号
- 广州分行：广州市天河区临江大道5号保利中心
- 深圳分行：深圳市南山区海德三道天利中央商务广场二期
- 重庆分行：重庆市北部新区洪湖西路22号上丁企业公园7号SOHO商务楼
- 长沙分行：长沙市雨花区万家丽路中路二段68号华晨双帆国际大厦首层
- 佛山分行：佛山市禅城区季华五路21号金海广场
- 东莞分行：东莞市莞城区旗峰路63号
- 肇庆分行：肇庆市端州区星湖大道嘉湖新都市三期乐湖居5B栋
- 江门分行：江门市蓬江区港口一路22号之二101
- 惠州分行：惠州市惠城区河南岸14号小区金科雅苑3、4号楼1-2层
- 中山分行：中山市东区中山五路2号紫马奔腾广场

## 历史
- 1998年1月，湛江市商业银行由湛江市六家城信社组建成立。
- 2006年，湛江市政府牵头成立重组工作小组，通过国家开发银行8亿贷款置换不良资产完成重组。
- 2009年5月25日，首家异地分行广州分行开业。
- 2010年3月23日，深圳分行开业。
- 2010年5月17日，首家跨省分行重庆分行开业。
- 2010年12月14日，长沙分行开业。
- 2011年1月9日，佛山分行开业。
- 2011年7月8日，东莞分行开业。
- 2012年5月11日，湛江市商业银行正式改名为广东南粤银行。
- 2012年9月20日，首家下属村镇银行中山古镇南粤村镇银行开业。
- 2012年底，南粤银行资产规模突破1000亿元人民币。
- 2013年2月27日，肇庆分行开业。
- 2013年7月17日，江门分行开业。
- 2013年8月26日，南粤银行以18.21亿元竞得广州国际金融城AT0909030地块，溢价46.8%。
- 2013年10月21日，惠州分行开业。
- 2017年4月22日，廣東寶麗華新能源股份有限公司（寶新能源）以每股1.74元人民幣出售广东南粤银行699,780,030股，佔總股份的9.30%，轉讓總價款為12.18億元，其中向鼎龙集团旗下廣州格菲出售353,652,273股股份，出售價為615,354,955元；向茂名英豪礦產品有限公司出售346,127,757股股份，出售價為602,262,297元人民幣，但此交易被监管机构否决。
- 2021年10月26日，与粤海集团达成包括股权合作在内的战略合作，三个月后实际粤财控股入主。
- 2024年10月18日，由中山古镇南粤村镇银行改设而成的中山分行开业，这是首例城商行旗下村镇银行改制直属分行的案例。[4]

## 互联网金融
互联网金融业务是南粤银行创新业务的招牌，提供网银，手机银行，电话银行，微信银行和短信银行的业务，而且开展了网络微小贷款，跨境外卡收单和跨境人民币支付业务，以及直销银行的业务，称之为南粤e+，目前拥有超过100万客户。